# Liechtensteinsche Familiengruft

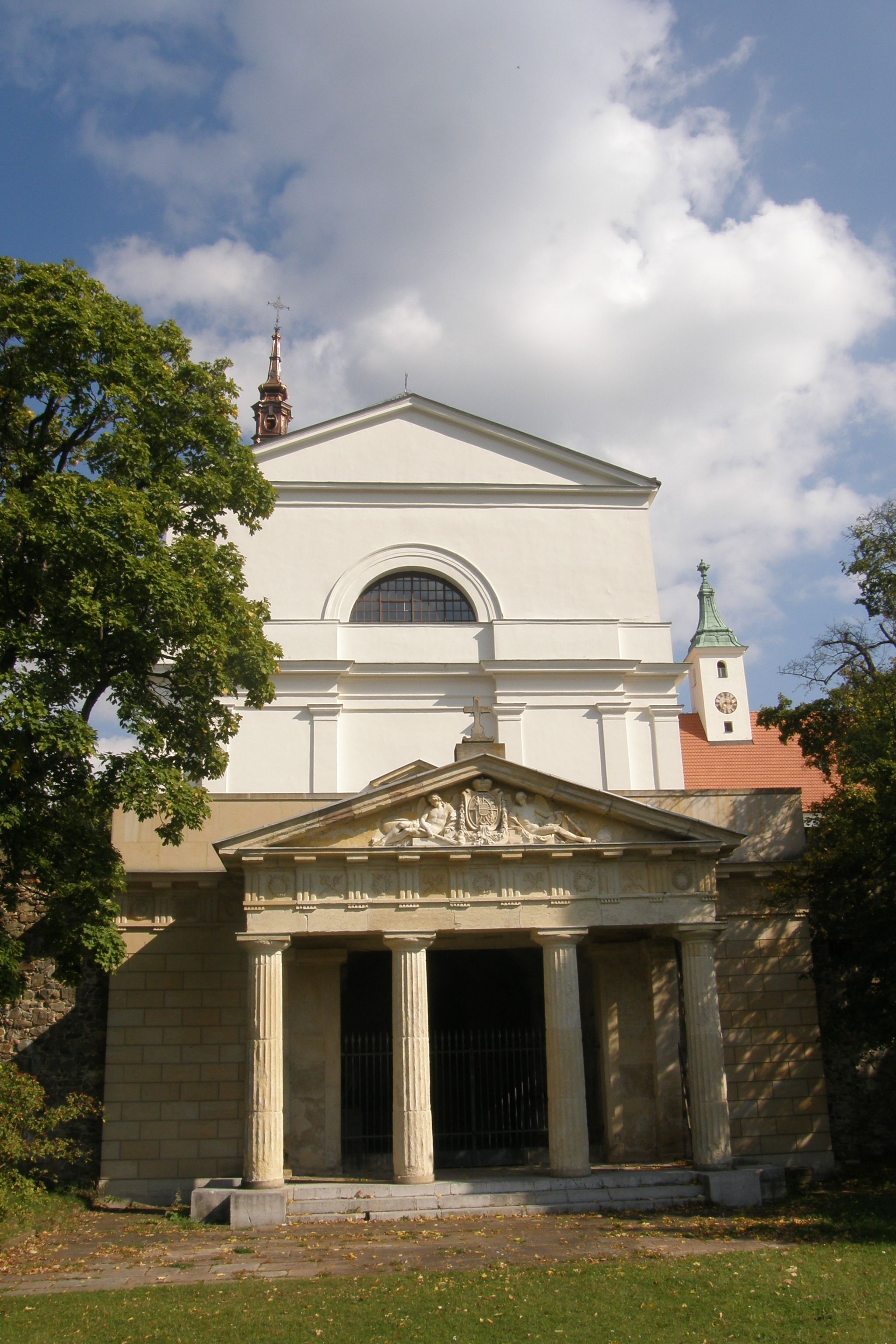
Zugang zur Liechtenstein'schen Gruft

Die Liechtensteinsche Familiengruft in Vranov (Tschechien) liegt unter der Krypta der Kirche Mariä Geburt und gehört zum Paulanerkloster Vranov. Hier liegen 14 regierende Fürsten des Hauses Liechtenstein und 48 weitere Mitglieder der fürstlichen Familie begraben.

## Geschichte
Maximilian von Liechtenstein und seine Gattin Katharina Schembera von Boskowitz und Černahora (tschechisch: Kateřina Černohorská z Boskovic) stifteten 1633 das Paulanerkloster mit seiner großzügig dimensionierten Wallfahrtskirche. Die Krypta diente seither als Grablege der Adelsfamilie. Karl I., der erste Fürst von Liechtenstein wurde bereits hier beigesetzt.
Die Krypta erwies sich als Familiengruft zu klein. Die Gruft auf der Terrasse unterhalb der Wallfahrtskirche wurde in ihrer heutigen Form 1812–1815 im Empirestil erbaut. Die Anlage besteht seitdem aus der „alten“ und der „neuen“ Gruft. Den Eingangskorridor schmücken Skulpturen von Josef Klieber.
1945/1946 wurden die Liechtensteiner in der Tschechoslowakei enteignet. Die Gruft in Vranov u Brna wird heute von der römisch-katholischen Kirche verwaltet.
1960 wurde bei der Kathedrale St. Florin in Vaduz eine neue fürstliche Gruft errichtet, in der auch der bisher letzte verstorbene Fürst Franz Josef II. bestattet wurde.
Obwohl die Gruft nicht mehr im Besitz der Familie ist, ließ sie Fürst Hans-Adam II. von 2012 bis 2015 aufwendig renovieren. Die renovierte Fürstengruft in Vranov u Brna wurde im Beisein des Fürstenpaares am 4. November 2015 wiedereröffnet.

## Bestattungen

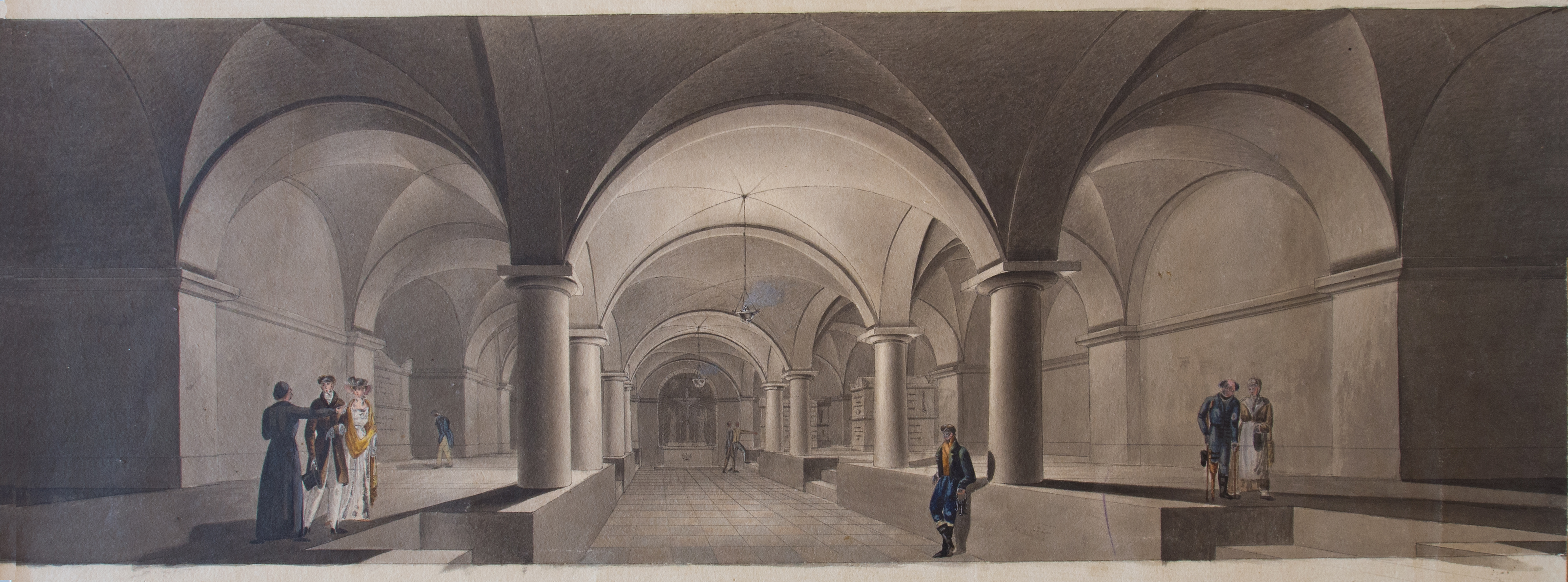
Innenansicht der Liechtenstein'sche Gruft von 1819

Sarkophag des Fürsten Karl I.

Sarkophag des Fürsten Hans Adam I.

Alle Fürsten aus dem Hause Liechtenstein bis auf Franz Josef II. (1906–1989) liegen hier begraben.
Folgende Mitglieder des Hauses Liechtenstein wurden in der Gruft in Vranov u Brna beigesetzt:
Alte Gruft:
1. Anna Maria von Boskowitz und Černahora (1575–1625), Gemahlin von Fürst Karl I.
2. Karl I., Fürst von und zu Liechtenstein (1569–1627)
3. Katharina Schembera von Boskowitz und Černahora († 1637), Gemahlin von Prinz Maximilian
4. Prinz Maximilian (1578–1643), Bruder von Fürst Karl I.
5. Prinzessin Anna Maria (1648–1648), Tochter von Fürst Karl Eusebius
6. Prinz Franz Dominik (1652–1652), Sohn von Fürst Karl Eusebius
7. Prinz Karl Josef (1652–1652), Sohn von Fürst Karl Eusebius
8. Prinz Franz Eusebius Wenzel (1655–1655), Sohn von Fürst Karl Eusebius
9. Prinzessin Cäcilie (1655–1655), Tochter von Fürst Karl Eusebius
10. Johanna Beatrix von Dietrichstein-Nikolsburg († 1676), Gemahlin von Fürst Karl Eusebius
11. Karl Eusebius, Fürst von und zu Liechtenstein (1611–1684)
12. Prinz Franz Anton Dominik (1689–1711), Sohn von Fürst Hans Adam I.
13. Hans Adam I., Fürst von und zu Liechtenstein (1657–1712)
14. Gabriele von Liechtenstein (1692–1713), erste Gemahlin von Fürst Josef Johann Adam
15. Maria Anna von Thun und Hohenstein (1698–1716), zweite Gemahlin von Fürst Josef Johann Adam
16. Anton Florian, Fürst von und zu Liechtenstein (1656–1721)
17. Josef Johann Adam, Fürst von und zu Liechtenstein (1690–1732)
18. Edmunda Maria von Dietrichstein-Nikolsburg (1652–1737), Gemahlin von Fürst Hans Adam I.
19. Johann Nepomuk Karl, Fürst von und zu Liechtenstein (1724–1748)
20. Prinz Emanuel (1700–1771), Vater von Fürst Franz Josef I.
21. Josef Wenzel I., Fürst von und zu Liechtenstein (1696–1772)
22. Franz Josef I., Fürst von und zu Liechtenstein (1726–1781)
23. Prinz Philipp Josef (1762–1802), Sohn von Fürst Johann I.
24. Alois I., Fürst von und zu Liechtenstein (1759–1805)
25. Prinzessin Marie Klothilde (1805–1807), Tochter von Fürst Franz Josef I.
26. Prinzessin Marie Leopoldine (1793–1808), Tochter von Fürst Johann I.

Neue Gruft:
1. Johann I., Fürst von und zu Liechtenstein (1760–1836)
2. Josefa zu Fürstenberg-Weitra (1776–1848), Gemahlin von Fürst Johann I.
3. Prinzessin Josefine (1844–1854), Tochter von Prinz Franz de Paula
4. Alois II., Fürst von und zu Liechtenstein (1796–1858)
5. Prinzessin Franziska (1841–1858), Tochter von Fürst Alois II.
6. Prinzessin Melanie Sophie (1844–1858), Tochter von Prinz Eduard Franz Ludwig
7. Prinz Eduard Franz Ludwig (1809–1864), Sohn von Fürst Franz Josef I.
8. Sophie Esterházy-Liechtenstein (1798–1869), Oberhofmeisterin und Hofdame der Kaiserin Elisabeth von Österreich-Ungarn
9. Honorata von Choloniewski (1813–1869), Gemahlin von Prinz Eduard Franz Ludwig
10. Franziska Kinsky von Wchinitz und Tettau (1813–1881), Gemahlin von Fürst Alois II.
11. Prinz Franz de Paula (1802–1887), Sohn von Fürst Franz Josef I.
12. Prinzessin Julia (1813–1895)
13. Prinz Alfred (1842–1907), Sohn von Prinz Franz de Paula
14. Prinzessin Klara (1836–1909)
15. Prinz Heinrich (1853–1914), Onkel von Fürst Franz Josef II.
16. Prinz Heinrich (1877–1915), Sohn von Fürst Johann I.
17. Johann II., Fürst von und zu Liechtenstein (1840–1929)
18. Prinz Franz (1868–1929), Neffe von Fürst Johann II.
19. Prinzessin Henriette Maria Norberta (1843–1931), Gemahlin von Prinz Alfred
20. Franz I., Fürst von und zu Liechtenstein (1853–1938)
21. Prinzessin Maria Benedikta von Liechtenstein (1913–1992), Tochter von Prinz Alfred Roman, Enkelin von Prinz Alfred, letzte Bestattung